# Tanggunggunung
Tanggunggunung is een bestuurslaag in het regentschap Tulungagung van de provincie Oost-Java, Indonesië. Tanggunggunung telt 4029 inwoners (volkstelling 2010).